# Himno de Lorca
El Toque de Cabildo y la Marcha de Ministriles constituyen el himno de la ciudad de Lorca (Murcia) España. Estas dos piezas musicales fueron aprobadas como himno oficial por el pleno del Ayuntamiento de Lorca en la sesión del día 23 de febrero de 1994.
Las dos piezas datan del último tercio del siglo XVIII. Ambas fueron instrumentadas y armonizadas por Antonio Manzanera López, director de la banda municipal de música de Lorca.